# Inondations de 1893 à Brisbane
Inondations de 1893 à Brisbane (anglais : 1893 Brisbane flood), parfois appelée la grande inondation de 1893 ou l'inondation de février noir, s'est produite en 1893 à Brisbane, Queensland, Australie. La rivière Brisbane a débordé à trois reprises en février 1893. C'est la survenue de trois crues majeures au cours du même mois qui a vu la période nommée « Février noir ». Il y a également eu une quatrième inondation plus tard dans la même année en juin. La rivière traverse le centre de Brisbane avec une grande partie de la population vivant dans des zones à côté de la rivière. Il a été inondé lors de la première inondation le 6 février en raison d'un déluge associé à un cyclone tropical, appelé "Buninyong".

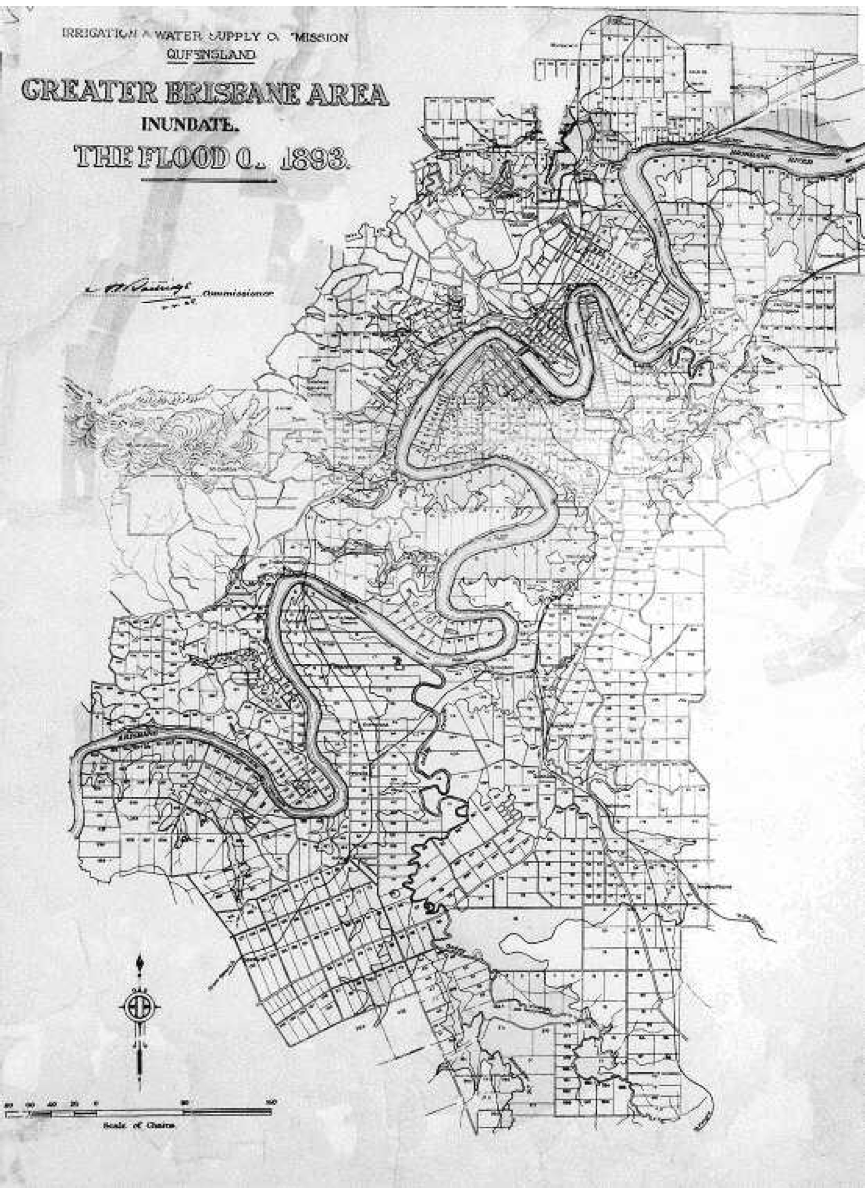
Carte des crues

Le deuxième cyclone a frappé le 11 février, provoquant des inondations relativement mineures par rapport à la première. Lorsque le troisième cyclone est arrivé le 19 février, il a été presque aussi dévastateur que le premier, et il a laissé jusqu'à un tiers des habitants de Brisbane sans abri. Cette fois, cependant, l'inondation de la rivière Brisbane provenait en grande partie des eaux du cours supérieur de la rivière Brisbane, plutôt que de la rivière Stanley. Les inondations de 1893 ont fait 35 morts.
Pour la première inondation, Crohamhurst a enregistré un record australien de 907 millimètres (35,7 pouces) de pluie sur une période de 24 heures. La surtension a été enregistrée sur la jauge du bureau du port (maintenant la jauge de la ville) à 8,35 mètres (27 pieds, 5 pouces) au-dessus du niveau de la marée basse. Les inondations de février 1893 étaient les deuxième et troisième niveaux d'eau les plus élevés jamais enregistrés à la jauge de la ville, le plus élevé étant celui de janvier 1841 à 8,43 mètres (27 pieds 8 pouces).
L'inondation de 1893 a été précédée de deux inondations notables mais moins graves en 1887 et 1890. Les deux ont été causées par des niveaux élevés de précipitations estivales; cependant, les précipitations autour de cette période (à l'exception des deux étés) ont été décrites comme "très faibles".